# NGC 6464
NGC 6464 ist eine Spiralgalaxie vom Hubble-Typ „Sc“ im Sternbild Drache am Nordsternhimmel, die schätzungsweise 453 Millionen Lichtjahre von der Milchstraße entfernt ist.
Das Objekt wurde am 18. September 1884 von Lewis A. Swift entdeckt.